# Хорикий Газский
Хорикий (ок. 500—590 гг.) — наиболее известный ранневизантийский оратор, глава кафедры риторики в школе Газы, христианин, последний представитель классической античной риторики. Ученик Прокопия Газского — ритора и христианского философа. Один из наиболее видных деятелей Газской христианской риторической школы.

## Характеристика творчества
Все произведения Хорикия принадлежат ко всем классическим жанрам эпидейктики: экфрасис, эпитафия, энкомий, этопея, монодия, панегирик, эпиталама, апология. Сочинения делятся на три группы: 1) речи (λόγοι, orationes); 2) учебные декламации (μελέται, διαλέξεις); 3) вступления к декламациям (θεωρίαι). Речи, как правило, были произнесены к тому или иному реальному случаю и, в той или иной мере, отражают историческую действительность. Декламации и Вступления посвящены всецело мифологическим или античным историческим сюжетам и реализуют учебные цели.
В течение 2-й половины XIX — начала XXI вв. корпус произведений Хорикия уточнялся. Так, в издание 1929 г. вошла новонайденная речь «О театре Диониса», а в новейшие издания Прокопия Газского входят более 10 декламаций, ранее приписывавшихся Хорикию.
Расцвет творческих сил Хорикия пришёлся примерно на вторую четверть VI века. В его сочинениях нашёл своё наиболее полное выражение ранневизантийский культурный синтез, когда глава школы для будущих епископов и диаконов учит их красиво говорить на примерах из неопасной уже классической мифологии. Хорикий защищает мимы, древний праздник Розалий в Газе и не менее античный по происхождению праздник Брумалий в Константинополе, сравнивая Юстиниана с Зевсом. Его мировоззрение раскрывается в словах из речи епископу Маркиану: «Я не верю в то, что мифы реальны, и забавная улыбка — наиболее адекватный ответ на рассказы древних поэтов (Orat. 1[I].6; 2[II].42)». Использование мифологии в учебных целях было, по словам Р. Пенеллы, «религиозно нейтральным и эстетически привлекательным». Три столетия спустя в своей «Библиотеке» патриарх Фотий отмечает: «Хорикий … он умышленно вносит в свои произведения языческие басни и рассказы — не знаю, по какой неосторожности — ведь он не должен делать так, если он затрагивает священные темы» (Bibl. cod. 160). Важным историческим источником являются Речи к епископу Маркиану, в которых раскрывается деятельность епископа в ранневизантийском городе как крупного руководителя-куриала, облачённого в епископское одеяние, а одно время — даже руководителя Газской школы христианских риторов. Здесь же даётся прекрасное описание двух храмов Газы — св. Стефана и св. Сергия. Не менее важна надгробная речь матери епископа Маркиана — Марии. Хорикий имел важные связи в элитарных кругах Газы и имел множество местных учеников из высших городских слоев в своей школе. Хорикий пользовался большим авторитетом в византийском мире, стал школьным автором и включался в антологии-florilegia.
В России Хорикий изучался крайне недостаточно. Ни одного полного перевода ни одного из его сочинений нет.

## Сочинения

### Речи
Нумерация речей выполнен по изданию 1929 года (в скобках — по изд. 1846).
1. Энкомий Маркиану, слово 1 (I);
2. Энкомий Маркиану, слово 2 (II);
3. Дуксу Аратию и архонту Стефану (III);
4. Энкомий полководцу Сумму (IV); Эпиталамий Захарии (V);
5. Эпиталамий Прокопию, Иоанну и Элии (VI);
6. Эпитафия Марии, матери Маркиана (VII);
7. Эпитафия Прокопию (VIII); О Брумалиях императора Юстиниана (XIII);
8. Слово о подражании жизни в театре Диониса.

### Декламации
1. Полидам (Х);
2. Антилогия. Приам (XII);
3. Лидийцы (XIV);
4. Мильтиад (XVII);
5. Юноша-воин (XX);
6. Сребролюбивый старец (XXIII);
7. Тиранноубийца (XXVI);
8. Спартанец (XXIX);
9. Дитя-убийца (XXXV);
10. Патрокл (XXXVIII);
11. Воин (XL);
12. Оратор (XLII).

### Вступления к речам
1 (I). Это Вступление смелее, чем обычно, и своевременно ищет доброжелательности аудитории.
2 (II). Это Вступление утверждает, что каждый должен возвращать (добро) своим благодетелям, в меру своей способности.
3 (III). Это Вступление объясняет, как впервые перед официальной аудиторией чувствовать себя свободным, чтобы говорить.
4. Эпиталамий Захарии (V)
5 (IX). Это Вступление объясняет, почему, хотя ученики [Хорикия] часто просили его говорить, он медлит делать это до сих пор.
6 (XI). Услышав, что некоторые лица не ищут недостатков у моего божественного учителя [Прокопия Газского], чтобы не показать своё красноречие на общественных собраниях, указывает, что в старости отдых с деятельностью — хорошее дело.
7. На Брумалии императора Юстиниана (XIII)
8 (XV). После недавнего разговора [с Хорикием] сравнил его с Евмелом, и так создаётся впечатление, что он презирает [других]; это вступление даётся вместе, чтобы пройти общественное испытание [для более ранних речей].
9 (XVI). Это Вступление о том, как брать пример с нынешнего времени года [весна], и гордиться тем, что в рассказах уместно для этого времени года.
10 (XVIII). Цель данного Вступления — стимулировать молодых на большее усердие. Оно показывает, что без достаточно больших усилий, умения тех, кто применяет любой навык, — шатки.
11 (XIX). Это Вступление, поставленное в середине речи, к которой требовалось повторное обращение, показывает, что его размещение здесь подходит для этого.
12 (XXI). Те, кто далее выйдет вперед, чтобы заговорить, должен попытаться представить характеры людей, которые воплощены в их декламациях.
13 (XXII). В связи с этой речью необходима повторная встреча [со слушателями].
14 (XXIV). Что фиктивные речи на эротические темы не имеют пагубного влияния на декламации, как бывает с другими темами.
15 (XXV). Что не следует оставлять ни одной речи незавершённой.
16 (XXVII). Юные [студенты] думают, что я должен выступать, чтобы говорить чаще, но это вступление показывает, что делать разумный интервал времени [между публичными демонстрациями красноречия] полезно.
17 (XXVII). Со времени моей речи необходима вторая встреча; это Вступление — в защиту длинной речи.
18 (ХХХ). О том, как скромность позволяет сохранить достигнутые успехи.
19 (XXXI). О том, когда речь длинна, оратору следует вставить пролог в её середине.
20 (XXXIII). О том, что добродетель нерушима для того, кто ею владеет.
21 (XXXIV). О том, что человек, который берётся произносить речь, должен вживаться в предмет, о котором он говорит, который он воплощает в своей декламации.
22 (XXXVI). О том, что следует выполнять обязанность ежегодно произносить речь перед своей аудиторией.
23 (XXXVII). Человеку, который критикует оратора [Хорикия] за то, что длина его речи не под силу его собственным способностям.
24 (XXXIX). В качестве темы этого Вступления речи выбрана роза. Зная, что вы уже пресытились [общей] темой, она предлагает вам новый рассказ.
25 (XLI). Это Вступление было составлено, чтобы доказать, что необходимо представить ту часть речи, которая осталась непроизнесённой. Тут также говорится несколько добрых слов о речи [к которой она относится].

## Издания

### Латинские
- Choricii Gazaei Orationes, Declamationes, Fragmenta / Ed. J.F. Boissonade. Lips., 1846.
- Choricii Gazaei opera / Ed. R. Foerster, E. Richtsteig. Leipzig: Teubner, 1929 (reprint 1972).

### Переводы
- Litsas F.K. Choricios of Gaza. An approach to his work, introduction, translation, commentary. Chicago, 1981.
- Penella R. Rhetorical exercies from Late Antiquity. A Translation of Choricios of Gaza’s Preliminary Talks and Declamations. Cambridge, 2009.
- Хорикий. Речь в защиту тех, кто воспроизводит жизнь в театре Диониса // Памятники византийской литературы IV—IX веков / Пер. Л. А. Фрейберг. М., 1968. С. 151—156 (перевод отдельных отрывков).
- Хорикий. Импровизированная речь по случаю Брумалий императора Юстиниана / Пер. Н. Н. Болгова // Классическая и византийская традиция. 2016. Белгород, 2016. С. 161—166. ISBN 978-5-9571-2249-4

## Исследования
- Abel F.M. Gaza au VIe siecle d’apres le rheteur Chorikios // Revue Biblique. 40. 1931. — P. 5—31.
- Downey G. Gaza in the Early Sixth Century. — Norman, 1963.
- Downey G. The Christian School of Palestine: A Chapter in Literary History // Harvard Library Bulletin. 12. 1958. — P. 297—319.
- Glucker C.A.M. The City of Gaza in the Roman and Byzantine Periods. — Oxford, 1987.
- Litsas F.K. Choricios of Gaza and his descriptions of festivals at Gaza // JOEByz 32. 1982. — P. 427—436.
- Penella R.J. From the muses to Eros: Choricius‟s Epithalamia for Student Briderooms // C. Saliou (ed.). Gaza dans l’ antiquité tardive. Archéologie, rhétorique et histoire. — Salerno, 2005. — P. 135—148.
- Schouler B. Chorikios Déclamateur // C. Saliou (ed.). Gaza dans l’antiquité tardive. Archéologie, rhétorique et histoire. — Salerno, 2005. — P. 117—133.
- Webb R. Rhetorical and Theatrical Fictions in Chorikios of Gaza // S.F. Johnson (ed.). Greek Literature in Late antiquity. Dynamism, Didacticism, Classicism. Aldershot, 2006. — P. 109—123.
- Albini U. Il mimo a Gaza tra il V e il VI sec. d. Cr. // SIFC. 15. 1997. — P. 116—122.
- Cameron, Averil. Christianity and the Rhetoric of Empire. — Berkeley; Los Angeles, 1991.
- Cresci L. R. Imitatio e realia nella polemica di Coricio sul mimo (Or. 32 Förster-Richtsteig) // Koinonia. 10. 1986. — P. 49—66.
- Ashkenazi Y. Sophists and Priests in Late Antique Gaza According to Choricius the Rhetor // The Christian Gaza in Late Antiquity / Ed. B. Bitton-Ashkelony, A. Kofsky. — Leiden; Boston, 2004. — P. 195—208.
- Ashkenazi Y. Paganism in Gaza in the Fifth and Sixth Centuries // Cathedra. 60. 1991. — P. 106—115.
- Sivan H. Palestine in Late Antiquity. — Oxford—New York, 2008.
- Ciccolella F. «Swarms of the Wise Bee»: Literati and Their Audience in Sixth-Century Gaza // Epistulae Antiquae IV. — Louvain; Paris, 2006.
- Barnes T.D. Christians and the Theater // Roman Theater and Society. Ann Arbor, 1996. — P. 178—180.
- Declercq F. De Redenaar onthuld: Choricius Gazaeus' Rhetor: een vertaling en onderzoek naar de fictionaliteit binnen zijn discours. — Gent, 2009.
- Фрейберг Л. А. «Апология мимов» Хорикия // Античность и Византия. — М., 1975. — С. 319—326.
- Болгова А. М., Болгов Н. Н. Ритор Хорикий и Газская школа // Научные ведомости БелГУ. Серия: История. Политология. Экономика. Информатика. № 7(102). Вып. 18. — Белгород, 2011. — С. 65—71.
- Bolgova A., Bolgov N. The Crossroads of Epochs and Cultures: Choricius of Gaza as a mirror of continuity // L’Ecole de Gaza: espace litteraire et identite culturelle dans l’Antiquite Tardive. — Paris: College de France, 2013. — P. 2—3.